# Jean-Baptiste-Florimond-Joseph de Meffray de Césarges
Jean-Baptiste Florimond Joseph de Meffray de Césarges est un religieux et homme politique français né le 16 février 1741 à Maubec (Isère) et décédé à une date inconnue.

## Ses origines et ses fonctions
D'ancienne noblesse du Dauphiné, il est le fils d'Hyacinthe-Eugène de Meffroy, marquis de Césarges et de Marguerite-Françoise de Tarnefieu. Docteur en Sorbonne, chanoine de Saint-Pierre de Vienne, vicaire général du diocèse de Fréjus, grand maître de l'Oratoire du roi, il est nommé en 1775 abbé de Sainte-Euverte d'Orléans. En 1781, il touche  20 000 livres alors que les revenus de l'abbaye Sainte-Euverte s'élèvent au montant de 23 539 livres. Pour avoir fait un faux rapport devant la chambre des décimes et allégué de fausses pertes, il est condamné à payer 6000 livres d'amende et imposé à la taxe de 8500 livres qu'il est obligé d'hypothéquer sur son abbaye. Malgré tout, comme il est connu en haut lieu et apprécié pour ses lumières, il est choisi par la province d'Orléans comme député à l'assemblée du clergé de 1787. Il est un des membres les plus influents de cette réunion et nommé successivement président du bureau des impositions, des règlements, archive et révision du Comité pour les Vingtièmes et du bien public.

## Sa position sous la Révolution
En 1789, il déclare, suivi par l'abbé de la Cour-Dieu, Benjamin-François Le Géard de Cherval, renoncer à ses privilèges en matière d'impôts. Tous deux  demandent que le clergé partage le poids des contributions. Mais ces concessions arrivent trop tard et le 2 novembre 1789, les biens du clergé sont mis à la disposition de l'État. Le 26 octobre 1790, l'abbaye Sainte-Euverte est vendue aux enchères et dans les mois suivants, tous les biens lui appartenant.
M. de Césarges, député suppléant de la noblesse aux États généraux de 1789 pour le bailliage d'Orléans est admis à siéger à l'Assemblée nationale constituante le 17 août 1790, du fait de la démission de François-Louis de Barville. Il vote à droite et défend l'Ancien régime.
Le 24 février 1791, il achète en bien national le prieuré de Thimert (Eure-et-Loir) confisqué à l'abbé Morellet, ami des Philosophes. L'adjudication se fait moyennant le montant de 65 000 livres.